# Орденская лента Тимур
Орденская лента Тимур (лат. Catocala timur) — ночная бабочка из семейства Erebidae. Размах крыльев около 40 мм.

## Ареал
Вид обитает на территории следующих стран: Узбекистан (низовья реки Зеравшан), Таджикистан, Туркмения, Китай (Синьцзян). В Иране обитает подвид Catocala timur richteri.

## Места обитания
Населяет ленточные туранговые тугайные леса, а также рощи вдоль русла равнинных рек.

## Биология
Развивается в одном поколении за год. Лёт бабочек происходит в июне—июле. Активны в сумерках и ночью. Яйца после спаривания откладываются самкой ночью. Гусеницы развиваются на тополе разнолистном (Populus pruinosa) в апреле. Зимуют гусеницы старших возрастов, которые затем докармливаются в апреле следующего года. Окукление происходит под отставшей корой кормовых деревьев в рыхлом коконе.

## Подвиды
- Catocala timur timur (Закаспийский регион)
- Catocala timur richteri (Южный Иран)

## Численность
Численность вида повсеместно является низкой.

## Охрана
Вид занесён в Красную книгу Узбекистана, как уязвимый, сокращающийся, локально распространённый вид.